# Consul Crayfish and the Blackouts
Consul Crayfish and the Blackouts war eine 1987 gegründete deutsche Bluesrock-Band aus Hameln, die energiegeladene Live-Auftritte absolvierte und innovationsfreudige Musik spielte. Der Gründer Friedrich Purwin trat unter dem Künstlernamen Consul Crayfish auf. Er war ein exzentrischer Gitarrist, der für seine langen Soli und seine unkonventionelle Spielweise bekannt war.

## Bandgeschichte
Als Einzelkind in Tündern aufgewachsen gab sich Bandgründer Friedrich Purwin schon früh den Bühnennamen Consul, weil er einen Ford Consul fuhr. Mit seiner ersten Band Dr. Highwatt spielte er Hardrock. Nachdem er den texanischen Blues-Musiker Lightnin’ Hopkins gehört hatte, sei sein neues Motto „Nothing but the blues!“ gewesen. Für eine neue Band heuerte er einen Bassisten und einen Drummer an. Die Band absolvierte ohne Proben 1987 ihren ersten Auftritt in der Lokalität Plantage in Tündern, der über acht Stunden dauerte. Während des Konzertes taufte Purwin die Band, wobei er sich als Consul Crayfish bezeichnete und für die beiden Bandmitglieder den Namen Blackouts fand, da sie bei dem langanhaltenden Konzert eingeschlafen waren. In den folgenden Jahren hatte die Band bis zu 80 Auftritte im Jahr. Sie war in Deutschland, Holland und England unterwegs. Die Band spielte im Ostblock in Kaliningrad und war 1992 der niedersächsische Kulturbeitrag auf der Weltausstellung Expo 92 im spanischen Sevilla. Viele bekannte Musiker wie Eric Burdon, Little Caesar oder die Scorpions teilten die Bühne mit ihnen. Dr. Feelgood soll Aufnahmen mit ihnen in einem Tonstudio gemacht haben. Der Drummer Berthold Tschauder verließ die Band 1996. Ersatz suchte sich der Bandgründer Friedrich Purwin in einer Hamelner Gaststätte. Nachdem Purwin an einer Lungenkrankheit erkrankt war, löste sich die Band 2007 auf. Friedrich Purwin alias Consul Crayfish starb am 28. Oktober 2024. Er wurde 68 Jahre alt.

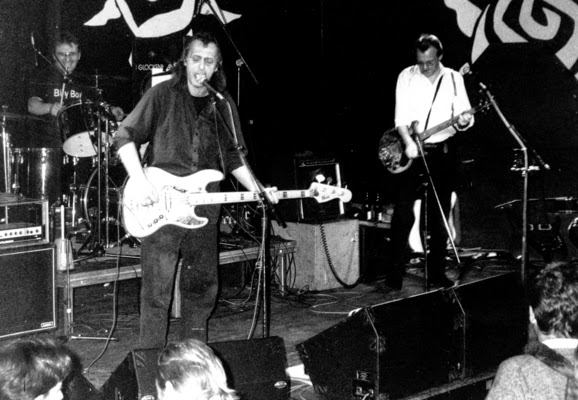
Auftritt in der Sumpfblume Hameln, 2000
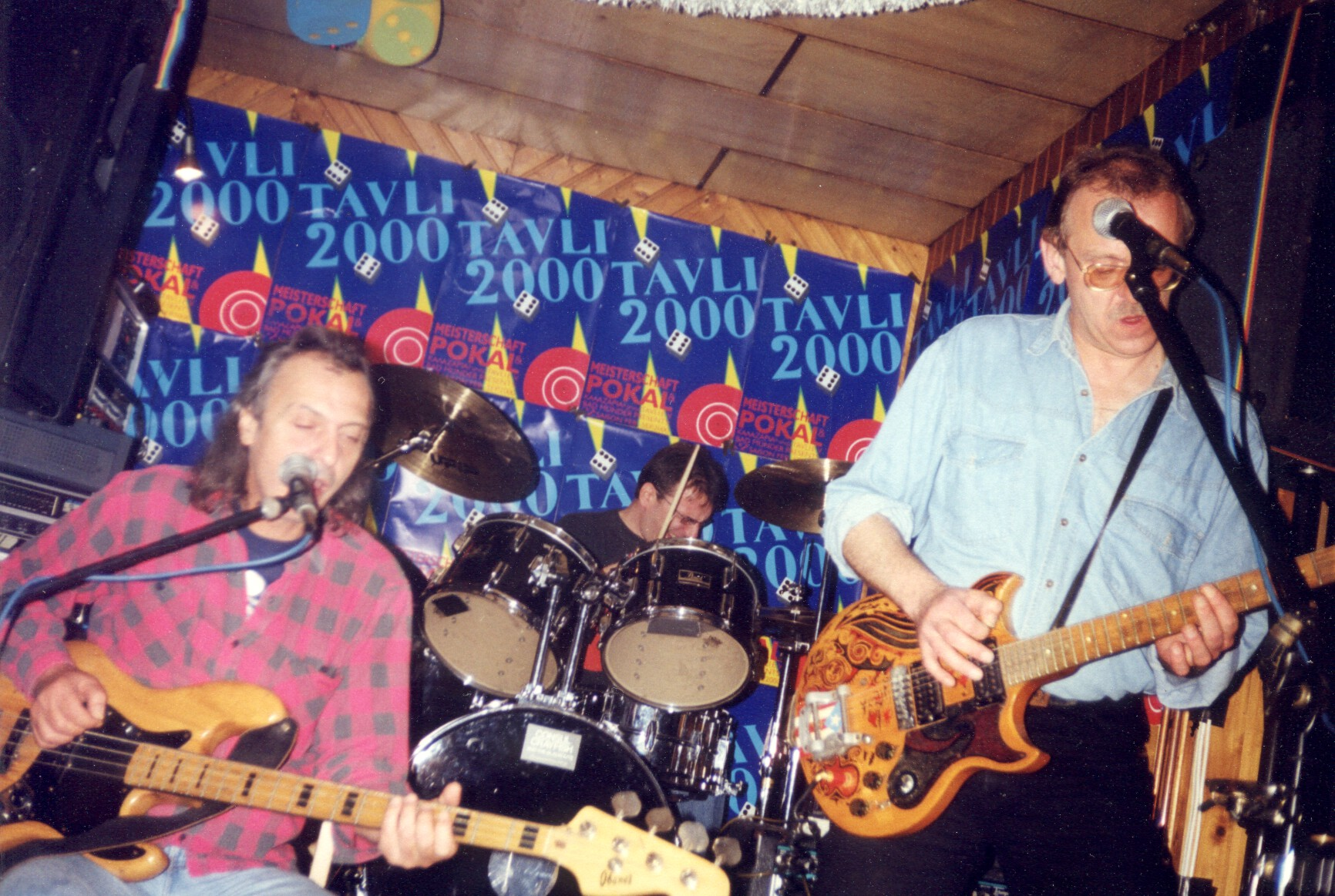
Auftritt in Bad Münder, 2000
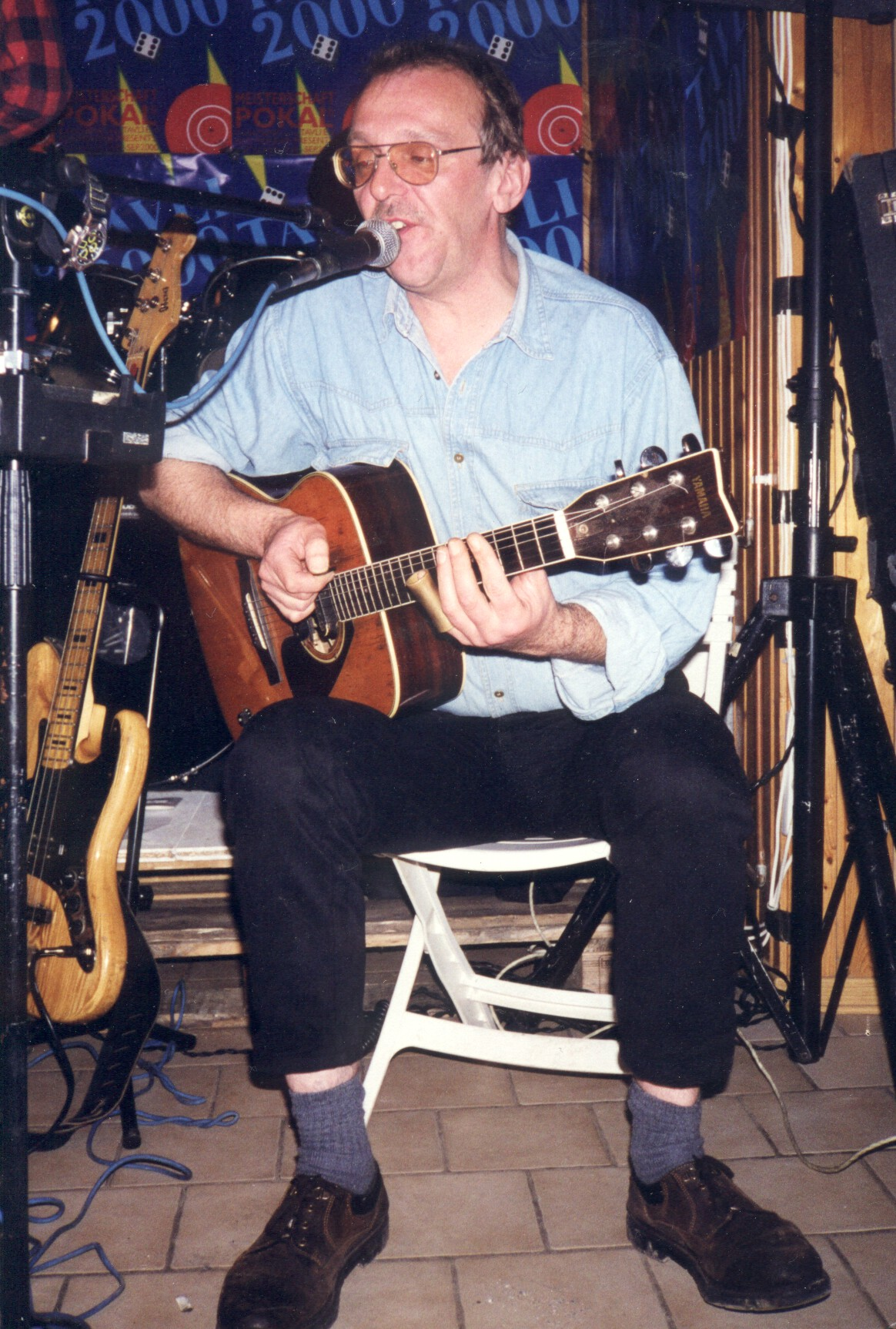
Bandgründer Friedrich Purwin, 2000

## Diskografie

### Alben
- 1995: Black Album Biker-Music; Timm-Music-Verlag
- 1997: Hard To Believe Biker-Music; Timm-Music-Verlag
- 1999: Crayfish Brew; Consul Crayfish Productions

### Sampler
- 1992: Live in Schleiz; Biker-Music; Timm-Music-Verlag
- 1993: Daytona; Biker-Music; Timm-Music-Verlag

### Live Bootlegs
- 1997 Live on Stage
- 1999 Live in der Sumpfblume